# 富山市公文書館
富山市公文書館（とやましこうぶんしょかん）は、富山県富山市婦中町速星にある公立の公文書館である。

## 概要
2010年（平成22年）3月24日に富山市公文書館条例が制定され、同年4月1日に富山市婦中地区の婦中総合行政センター（現・婦中行政サービスセンター ）4階に開設された。
富山市に関する公文書や、行政刊行物、民俗などに関する史資料、古文書を所蔵している。2005年（平成17年）4月1日の平成の大合併によって富山市など7市町村が合併し新・富山市となったが、これら市町村が保有していた貴重な公文書、史資料、古文書などの散逸、消失を防ぐために開設されたものである。

## 所蔵資料
公文書は25項目の選別基準に分け整理保存している。
旧富山市市街地は第2次世界大戦の富山大空襲によりほぼ全焼したため、収蔵公文書は6,800点余りである（2010年度現在）。

## 沿革
- 2005年（平成17年）4月1日 – 富山市、婦中町、大沢野町、八尾町、大山町、山田村、細入村が合併し新・富山市となる。
- 2007年（平成19年）年度 – 公文書館設置準備担当の配置。基本計画の策定。
- 2008年（平成20年）年度 – 文書整理等を開始。
- 2009年（平成21年）年度 – 本庁（富山市役所）及び各総合行政センターより公文書を婦中総合行政センターへ搬入。目録化作業を開始。
- 2010年（平成22年）3月24日 – 「富山市公文書館条例」を制定。
- 2010年（平成22年）4月1日 – 富山市公文書館開館。
- 2016年（平成28年）4月1日 – 婦中総合行政センターが婦中行政サービスセンターへ改編される。

## 施設
敷地面積 7,139m2（婦中行政サービスセンター全体）、延床面積 864m2（4階公文書館）
- 閲覧室、書庫など。

### 開館時間
- 午前8時30分〜午後5時15分
- 休館日
  - 毎週土曜・日曜日、祝日、年末年始（12月29日〜翌年1月3日）

## アクセス
- JR西日本高山本線 速星駅より 徒歩約5分